# Museo de cera de San Marino
El Museo de cera de San Marino (en italiano: Museo delle cere di San Marino) es un edificio que cuenta con una colección de 40 escenas y 100 personajes en escenarios históricos que reflejan las costumbres y la historia antigua de San Marino y la Romagna (Italia) y de acontecimientos históricos muy importantes. 
Entre los personajes representados están Napoleón, Abraham Lincoln, Garibaldi, Passator Cortese, personajes de la historia de la Romagna, San Marino y San Leo, además de que parte del museo está dedicada al melodrama y a los instrumentos de tortura.